# Dubamo
Die Dubamo sind eine Volksgruppe, die im Danta-Hochland südlich von Hosa'ina im Südwesten Äthiopiens lebt und deswegen auch Danta genannt wird. Sie sprachen ursprünglich Kambaata, haben jedoch weitgehend zum Hadiyya gewechselt.
Vor dem 17. Jahrhundert gehörte das Gebiet der Dubamo zum äthiopischen Kaiserreich. Aus dieser Zeit blieben Elemente des äthiopisch-orthodoxen Christentums erhalten, die in eine synkretistische Religion der Dubamo einflossen. Die Dubamo hatten ein kleines Königreich, das sich auf „König Salomon von Gonder“ zurückführte. Sie unterteilen sich in sieben Clans sowie Zuwanderer aus Bosha (Garo) und Hadiyya, die sich ihnen im 18. und 19. Jahrhundert anschlossen.
Ab Anfang des 19. Jahrhunderts dominierten die Sooro, eine Untergruppe der Hadiyya, das Dubamo-Gebiet. Die Dubamo gaben deshalb ihre ursprüngliche Sprache, einen Dialekt des Kambaata, auf und wechselten zum Hadiyya; eine Minderheit unter ihnen spricht Kambaata als Zweit- oder Drittsprache. In den 1880er Jahren wurde das Gebiet von Äthiopien erobert. Viele konvertierten seither zum äthiopisch-orthodoxen Christentum und ab den 1970er Jahren zum Protestantismus, der nun die meistverbreitete Religion bei den Dubamo ist.
Die Dubamo leben vor allem vom Anbau von Ensete und Gerste und waren früher für Pferdezucht bekannt. Seit der Einführung der föderalistischen neuen Verwaltungsgliederung Äthiopiens – mit der sie der Hadiya-Zone innerhalb der Region der südlichen Nationen, Nationalitäten und Völker zugeteilt sind – hat sich bei den Dubamo das Bewusstsein um eine eigenständige kulturelle Identität verstärkt. Es gibt daher Bestrebungen unter den Dubamo, eine eigene Verwaltungszone oder Woreda zu erhalten und als eigene Gruppe statt als Hadiyya registriert zu werden.